# Nolina elegans
Nolina elegans är en sparrisväxtart som beskrevs av Joseph Nelson Rose. Nolina elegans ingår i släktet Nolina och familjen sparrisväxter. Inga underarter finns listade i Catalogue of Life.